# Пташка у клітці
«Пташка у клітці» (англ. «Songbird», букв.: «Співоча пташка») — американський антиутопічний науково-фантастичний трилер 2020 року, знятий режисером Адамом Мейсоном. Стрічка заснована на подіях пандемії COVID-19.

## Сюжет
Дія фільму відбувається 2024 року. Вірус COVID-19 мутував у COVID-23, інфікованих проти їхньої волі відправляють у карантинні табори. Ніко Прайс, мотоциклетний кур'єр з імунітетом, перебуває у віртуальних стосунках із Сарою Гарсія, молодою художницею, яка живе зі своєю бабусею Літою; ізоляція Сари унеможливлює фізичний контакт із нею. Ніко працює на Лестера, який спеціалізується на доставці посилок заможним людям. Один із важливих клієнтів — Гріффіни, Пайпер і Вільям, чия дочка Емма страждає на аутоімунне захворювання. Вільям — колишній виконавчий директор звукозапису, у нього роман з Мей, співачкою, яка заробляє на життя продажем в Інтернеті каверів на класичні пісні.
Вільям наполягає на зустрічі з Мей, але та постійно відмовляється. Пайпер, почувши одну з таких телефонних розмов, виганяє чоловіка. Вільям намагається вбити Мей, але її рятує Майкл Дозер — оператор дронів, який працює на Лестера. За допомогою безпілотника він вбиває Вільяма. Тим часом Літа помирає від COVID-23, після чого співробітники відділу «санітарії» затримують Сару. Ніко з'ясовує, що перевозить нелегальні браслети з імунітетом, які продають Гріффіни, отримує один браслет для Сари та завдяки допомозі Лестера і Пайпер встигає знайти її до потрапляння в карантинний табір.
Мей і Дозер починають віртуальні стосунки, Ніко надсилає Лестеру свій браслет імунітету як подяку. У фіналі Ніко і Сара їдуть шосе вздовж тихоокеанського узбережжя.

## У ролях
- Кей Джей Апа — Ніко
- Софія Карсон — Сара
- Крейг Робінсон — Лестер
- Петер Стормаре — Еммет Гарланд
- Александра Даддаріо — Мей
- Демі Мур — Пайпер Гріффін
- Пол Волтер Гаузер — Майкл Дозер
- Бредлі Вітфорд — Вільям Гріффін
- Лія Мак-Г'ю — Емма Гріффін
- Ельпідія Каррільйо — Греммі / Літа Гарсія
- Ендрю Говард — Рег
- Мішоль Бріана Вайт — Еліс

## Знімальна група
- Режисер — Адам Мейсон
- Сценаристи — Адам Мейсон, Саймон Боєс
- Продюсери — Майкл Бей, Марсі А. Браун, Джейсон Кларк, Жанетт Вольтурно, Адам Гудмен, Ендрю Шуґерман, Ебен Девідсон
- Оператор — Жак Жуффре
- Композитор — Лорн Балф
- Монтаж — Джеффрі О'Браєн